# Јаши (Брашов)
Јаши (рум. Iași) насеље је у Румунији у округу Брашов у општини Реча. Oпштина се налази на надморској висини од 503 m.

## Становништво
Према подацима из 2002. године у насељу је живело 302 становника, од којих су сви румунске националности.